# Jesús María (Jalisco)
Jesús María es una localidad del estado mexicano de Jalisco, cabecera del municipio homónimo.

## Geografía
La ciudad de Jesús María se encuentra aproximadamente en la ubicación 20°36′34″N 102°13′1″O / 20.60944, -102.21694, a una altura aproximada de 2100 m s. n. m. La zona urbana ocupa una superficie de 2.613 km², y se encuentra a una distancia de 157 km de la capital del estado.
En 2014, el suburbio adyacente de La Esperanza (El Sauz) se integró a la localidad de Jesús María, como conurbación.

## Demografía
Según los datos registrados en el censo de 2020, la población de Jesús María es de 9436 habitantes, lo que representa un crecimiento promedio de 1.3 % anual en el período 2010-2020 sobre la base de los 8290 habitantes registrados en el censo anterior. Al año 2020 la densidad poblacional era de 3611 hab/km².
| Gráfica de evolución demográfica de Jesús María entre 2000 y 2020 |
|                                                                   |
| Fuente: Instituto Nacional de Estadística Geografía e Informática |

En 2020 el 46.2% de la población (4360 personas) eran hombres y el 53.8% (5076 personas) eran mujeres. El 62.5% de la población, (5894 personas), tenía edades comprendidas entre los 15 y los 64 años.
La población de Jesús María está mayoritariamente alfabetizada, (5.98% de personas mayores de 15 años analfabetas, según relevamiento del año 2020), con un grado de escolaridad en torno a los 7 años. 

El 97.5% de los habitantes profesa la religión católica.
En el año 2010 estaba clasificada como una localidad de grado medio de vulnerabilidad social. Según el relevamiento realizado, 3751 personas de 15 años o más no habían completado la educación básica, —carencia conocida como rezago educativo—, y 3939 personas no disponían de acceso a la salud.